# Polk City (Florida)
Polk City es un pueblo ubicado en el condado de Polk en el estado estadounidense de Florida. En el Censo de 2010 tenía una población de 1.562 habitantes y una densidad poblacional de 308,01 personas por km².

## Geografía
Polk City se encuentra ubicado en las coordenadas 28°10′22″N 81°50′12″O / 28.17278, -81.83667. Según la Oficina del Censo de los Estados Unidos, Polk City tiene una superficie total de 5.07 km², de la cual 4.4 km² corresponden a tierra firme y (13.23%) 0.67 km² es agua.

## Demografía
Según el censo de 2010, había 1.562 personas residiendo en Polk City. La densidad de población era de 308,01 hab./km². De los 1.562 habitantes, Polk City estaba compuesto por el 92.51% blancos, el 1.02% eran afroamericanos, el 0.38% eran amerindios, el 0.58% eran asiáticos, el 0% eran isleños del Pacífico, el 3.59% eran de otras razas y el 1.92% pertenecían a dos o más razas. Del total de la población el 12.1% eran hispanos o latinos de cualquier raza.